# Angul
Angul (o Anugul) è una città dell'India di 38.022 abitanti, capoluogo del distretto di Angul, nello stato federato dell'Orissa. In base al numero di abitanti la città rientra nella classe III (da 20.000 a 49.999 persone).

## Geografia fisica
La città è situata a 20° 51' 0 N e 85° 5' 60 E e ha un'altitudine di 194 m s.l.m..

## Società

### Evoluzione demografica
Al censimento del 2001 la popolazione di Angul assommava a 38.022 persone, delle quali 20.927 maschi e 17.095 femmine. I bambini di età inferiore o uguale ai sei anni assommavano a 4.138, dei quali 2.181 maschi e 1.957 femmine. Infine, coloro che erano in grado di saper almeno leggere e scrivere erano 30.249, dei quali 17.566 maschi e 12.683 femmine.